# Mandarina hahajimana
Mandarina hahajimana је пуж из реда Stylommatophora. 

## Угроженост
Подаци о распрострањености ове врсте су недовољни.

## Распрострањење
Јапан је једино познато природно станиште врсте.

## Станиште
Врста Mandarina hahajimana има станиште на копну.